# المتحف الوطني صوماليلاندي
المتحف الوطني في أرض الصومال ((بالصومالية: Madxafka Qaranka Somaliland)‏, بالانجليزي: Somaliland National Museum) هو المتحف الوطني في هرجيسا عاصمة أرض الصومال.